# Alatyr (Fluss)
Der Alatyr (russisch Ала́тырь, ersjanisch Ратор лей, tschuwaschisch Улатӑр) ist ein linker Nebenfluss der Sura im europäischen Teil Russlands.
Er entspringt rund 10 km westlich von Perwomaisk in der Oblast Nischni Nowgorod in den nördlichen Wolgahöhen. Der 296 km lange Fluss mit einem Einzugsgebiet von 11.200 km² fließt zunächst in östlicher Richtung durch den südlichen Teil der Oblast Nischni Nowgorod, wo er zahlreiche kleine Nebenflüsse aufnimmt.
Zwischen Iljinskoje und Kemlja fließt er in das Gebiet der Republik Mordwinien. Der Fluss durchfließt sanft mäandrierend den nordöstlichen Teil Mordwiniens in östliche Richtung und passiert zwischen Ardatow und der Stadt Alatyr die Grenze zur Tschuwaschischen Republik.
Der Alatyr mündet wenige Kilometer nordöstlich der gleichnamigen Stadt in die Sura. Von April bis November ist der Fluss eisfrei.